# Gunbarrel
Gunbarrel és una concentració de població designada pel cens dels Estats Units a l'estat de Colorado. Segons el cens del 2000 tenia 9.435 habitants.

## Demografia
Segons el cens del 2000, Gunbarrel tenia 9.435 habitants, 4.024 habitatges, i 2.547 famílies. La densitat de població era de 568,3 habitants per km².
Dels 4.024 habitatges en un 28,4% hi vivien nens de menys de 18 anys, en un 54,4% hi vivien parelles casades, en un 6,3% dones solteres, i en un 36,7% no eren unitats familiars. En el 25,4% dels habitatges hi vivien persones soles el 4,1% de les quals corresponia a persones de 65 anys o més que vivien soles. El nombre mitjà de persones vivint en cada habitatge era de 2,34 i el nombre mitjà de persones que vivien en cada família era de 2,86.
Per edats la població es repartia de la següent manera: un 22% tenia menys de 18 anys, un 7% entre 18 i 24, un 31,5% entre 25 i 44, un 30,7% de 45 a 60 i un 8,8% 65 anys o més.
L'edat mediana era de 40 anys. Per cada 100 dones de 18 o més anys hi havia 99,6 homes.
La renda mediana per habitatge era de 67.022 $ i la renda mediana per família de 86.922 $. Els homes tenien una renda mediana de 60.994 $ mentre que les dones 37.091 $. La renda per capita de la població era de 36.478 $. Entorn del 5% de les famílies i el 6,8% de la població estaven per davall del llindar de pobresa.

## Poblacions més properes
El següent diagrama mostra les poblacions més properes.